# Christoph Schlingensief
Christoph Maria Schlingensief (Oberhausen, 24 d'octubre de 1960 - Berlín, 21 d'agost de 2010) va ser un director de cinema, teatre i òpera alemany, esdevenint així un personatge destacat de l'àmbit cultural germànic.

## Biografia
És un dels personatges més contestats i més molestos del paisatge cultural i mediàtic germanòfon. És venerat com un boig sagrat, un rabiós genial i menyspreat com un provocador cínic. Portat als núvols pel seu enginy de la provocació, és rebutjat amb un mateix ardor per la seva propensió a fer espectacle. Influenciat per Joseph Beuys, Allan Kaprow i Dieter Roth va ser un dels més provocatius artistes de l'avantguarda cultural alemanya, va dirigir una versió de Hamlet subtitulada Aquesta és la teva família, estil nazi i va escandalitzar al públic i a la crítica amb la seva posada en escena del Festival Escènic Sacre Parsifal de Richard Wagneren el Festival de Bayreuth de 2004 dirigida musicalment per Pierre Boulez que no va ser filmada. Schliengenief va utilitzar l'obra per plasmar una síntesi del fenomen religiós al llarg de la història, amb al·lusions a rituals africans, escenes àrtiques i el món aràbic-islàmic de forma caòtica, amb un exagerat aparell escènic i apartant-se de l'argument. El tenor protagonista, Endrik Wottrich, va qualificar la posada en escena de escombraries durant els assajos i va acusar Schlingensief de nazi i de racista, negant-se a cantar l'obra en la reposició del muntatge a l'any següent. El muntatge va estar en cartell el mínim nombre d'anys que el Festival permet, quatre, durant els quals es van succeir forts esbroncades. Durant la primera de les funcions donades el 2007 i retransmesa per la Ràdio de Baviera a tot Europa, es van poder escoltar, al final dels actes segon i tercer i abans que s'iniciessin els aplaudiments, els crits de A la presó proferits per un italià.
Ensenya creació i la tècnica cinematogràfiques entre 1983 i 1985 a la Hochschule für Gestaltung de Offenbach i el 1986, és encarregat del curs sobre cinema a la Kunstakademie de Düsseldorf. És el cap d'escenari del fulletó televisiu d'èxit Lindenstraße. El 1986 recorre per primera vegada a actors professionals per la seva adaptació del Doctor Faust "Egomania-Insel ohne Hoffnung" (Egocentrisme–Ile sense esperança). Utilitza per primera vegada el guió d'un altre a "Schafe in Wales" (Ovelles a Gal·les, 1988), una comanda de la ZDF. En desacord amb els responsables de la producció, interromp la realització i retira el seu nom.
La seva trilogia sobre l'Alemanya 100 Jahre Adolf Hitler - Die letzte Stunde im Führerbunker (100 anys d'Adolf Hitler – Les últimes hores al búnquer del Führer), Das deutsche Kettensägenmassaker (Massacre alemanya amb serra elèctrica) i Terror 2000 - Intensivstation Deutschland (Terror 2000 – Alemanya, bloc de reanimació) suscita controvèrsies de vegades virulentes en els critiques i el públic. Després d'aquest film ha treballat com a escenògraf al teatre sobretot a la Volksbühne de Berlín.
Al començament de 2008 se li diagnostica un càncer de pulmó encara que sigui no-fumador; després d'això li treuen el seu pulmó esquerre. El desembre de 2008, noves metastasis apareixen al pulmó dret. Mor el 21 d'agost de 2010 a conseqüència d'aquest càncer.

## Rererències
1. ↑  «German audience vents fury at Diana-Nazi parody play». Arxivat de l'original el 2011-06-04. [Consulta: 16 desembre 2017].
2. ↑  [enllaç sense format] http://www.abc.es/hemeroteca/historico-08-08-2007/abc/gente/bayreuth-un-parsifal-sobrecargado-y-un-meloso-tannhauser_164304599888.html
3. ↑  [enllaç sense format] http://www.emol.com/noticias/magazine/2004/07/27/154251/continuan-las-polemicas-por-puesta-en-escena-de-parsifal-en-bayreuth.html
4. ↑  «Còpia arxivada». Arxivat de l'original el 2010-08-25. [Consulta: 16 desembre 2017].
5. ↑  Christoph Schlingensief, artista alemany